# لحام طارد للحرارة

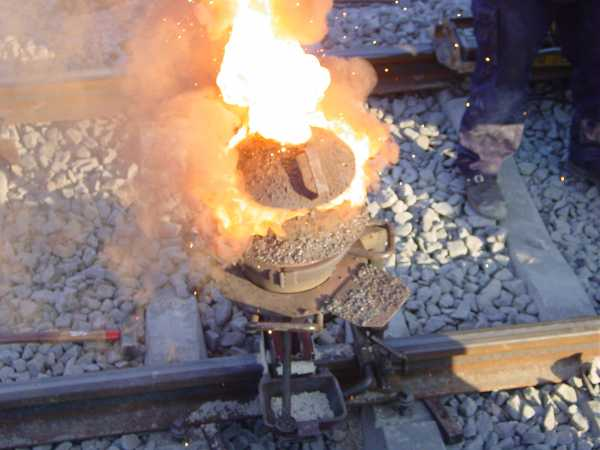
عملية لحام طارد للحرارة في طور التنفيذ

اللحام الطارد للحرارة (أو اللحام بالحرارة المتولدة  أو لحام الثرميت ) هو لحام يتضمن صب فلزات أو معادن مصهورة من أجل وصل القطع المعدنية باستخدام تفاعل كيميائي طارد للحرارة، مثل تفاعل الألومنيوم الحراري في مادة الثرميت، مما يؤمن المصدر الحراري للانصهار دون الحاجة إلى استخدام مصدر حراري خارجي.
{\displaystyle \mathrm {Fe_{2}O_{3}+2\ Al\longrightarrow 2\ Fe+Al_{2}O_{3}} }
يعطي هذا التفاعل أكسيد الألومنيوم إلى جانب الحصول على فلز الحديد الحر.